# Saïd Bouhadja
Saïd Bouhadja, né le 22 avril 1938 à Skikda, et mort le 25 novembre 2020 à Alger, est un homme politique algérien.

## Biographie
Diplômé de droit à l'Université d'Alger, il est député FLN de 1997 à 2002 puis de 2017 à 2018. Il a également été élu président de l'Assemblée nationale algérienne au titre de la huitième législature par 356 voix. Le 24 octobre 2018, Mouad Bouchareb lui succède. 
Dans le contexte des manifestations de 2019 en Algérie, il renonce à se présenter à l'élection présidentielle algérienne de 2019,. 